# Divize B 2024/2025
V soubojích 60. ročníku České divize B 2024/25 se utkalo 16 týmů dvoukolovým systémem podzim - jaro. Tento ročník odstartoval 9. srpna 2024 úvodními zápasy 1. kola a poslední kolo se odehrálo 14. června 2025.

## Nové týmy v sezoně 2024/25
- Z ČFL 2023/24 do Divize B sestoupilo mužstvo FC Slavia Karlovy Vary[1].
- Z krajských přeborů postoupila tato mužstva: FC Přední Kopanina[2] a FC Tempo Praha[3] ze pražského přeboru a FK VIAGEM Ústí nad Labem B z ústeckého přeboru[4].
- Kluby FC Viktoria Mariánské Lázně a FK Baník Sokolov byly přeřazeny z Divize A[5].

## Kluby podle přeborů
- Praha (5): FK Admira Praha B, FK Meteor Praha VIII, FC Přední Kopanina, FC Tempo Praha a SK Újezd Praha 4
- Středočeský (4): TJ SK Hřebeč, FK Neratovice-Byškovice, SK Český Brod a SK Slaný
- Karlovarský (5): FK Olympia Březová, FC Slavia Karlovy Vary, FC Viktoria Mariánské Lázně, FK Ostrov a FK Baník Sokolov
- Ústecký (2): SK Štětí a FK VIAGEM Ústí nad Labem B

## Tabulka soutěže
| Poř. | Tým                         | Z  | V  | R | P  | VG | OG | B  |
| ---- | --------------------------- | -- | -- | - | -- | -- | -- | -- |
| 1.   | FK Neratovice-Byškovice     | 28 | 19 | 5 | 4  | 69 | 25 | 62 |
| 2.   | FK Meteor Praha VIII        | 28 | 19 | 2 | 7  | 62 | 25 | 59 |
| 3.   | SK Slaný                    | 28 | 15 | 8 | 5  | 56 | 35 | 53 |
| 4.   | SK Újezd Praha 4            | 28 | 15 | 4 | 9  | 56 | 35 | 49 |
| 5.   | FC Viktoria Mariánské Lázně | 28 | 12 | 7 | 9  | 42 | 49 | 43 |
| 6.   | FC Slavia Karlovy Vary      | 28 | 12 | 6 | 10 | 38 | 42 | 42 |
| 7.   | FK Baník Sokolov            | 28 | 10 | 9 | 9  | 44 | 41 | 39 |
| 8.   | SK Štětí                    | 28 | 11 | 5 | 12 | 40 | 42 | 38 |
| 9.   | FK Ostrov                   | 28 | 10 | 7 | 11 | 35 | 35 | 37 |
| 10.  | FC Tempo Praha              | 28 | 11 | 4 | 13 | 51 | 52 | 37 |
| 11.  | FK VIAGEM Ústí nad Labem B  | 28 | 7  | 7 | 14 | 39 | 52 | 28 |
| 12.  | FC Přední Kopanina          | 28 | 6  | 9 | 13 | 36 | 49 | 27 |
| 13.  | FK Olympie Březová          | 28 | 7  | 6 | 15 | 42 | 67 | 27 |
| 14.  | TJ SK Hřebeč                | 28 | 7  | 3 | 18 | 33 | 68 | 24 |
| 15.  | FK Admira Praha B           | 28 | 5  | 6 | 17 | 29 | 55 | 21 |
| 16.  | SK Český Brod               | 0  | 0  | 0 | 0  | 0  | 0  | 0  |

Poznámky:
- Z = Odehrané zápasy; V = Vítězství; R = Remízy; P = Prohry; VG = Vstřelené góly; OG = Obdržené góly; B = Body

|  | Postup do ČFL                           |
|  | Sestup do příslušného krajského přeboru |

- Mužstvo SK Český Brod se v zimní přestávce odhlásilo ze soutěže[7]. Dosavadní výsledky byly anulovány.

- TJ SK Hřebeč bude po sestupu pokračovat v 8. lize[8].